# 宇宙素粒子物理学
宇宙素粒子物理学（astroparticle physics）または素粒子宇宙物理学（particle astrophysics）は、素粒子物理学の一分野であり、天体物理学や宇宙論との関係を研究する、素粒子物理学、天文学、天体物理学、検出器物理学、相対性理論、固体物理学、宇宙論などが融合した比較的新しい研究分野である。ニュートリノ振動の発見をきっかけに、2000年代初頭から理論的にも実験的にも急速に発展してきた分野である。

## 主要な研究所
- アイスキューブ・ニュートリノ観測所
- ANTARES
- XENON（英語版）
- グラン・サッソ国立研究所
- ピエール・オージェ天文台（英語版）
- CERNアクシオン太陽望遠鏡（英語版）
- ネストル計画（英語版）
- 東京大学宇宙線研究所神岡宇宙素粒子研究施設
- SNOLAB（英語版）
- ASPERA（英語版）
- テレスコープアレイ計画